# Георги Крумов (драматург)
Георги Крумов е български драматург.

## Биография
Георги Крумов е роден на 16 април 1939 г. в Сливен. В родния си град завършва музикално училище.
Работил е като учител по музика, диригент на акапелния хор и духов оркестър в Чепеларе, директор на Дома на културата в Рудозем, като журналист в смолянския окръжен вестник „Родопски устрем“, секретар на община Смолян, актьор в Родопския драматичен театър, юрисконсулт, адвокат и окръжен прокурор на Смолянска област от 1994 г. до пенсионирането си на 1 септември 2000 г.  Сътрудничел е на Държавна сигурност. 
Автор е на 50 пиеси, излъчени от Радиотеатъра, Телевизионния театър, играни от драматичните театри в Смолян, Шумен и Дупница, печатани в списанията „Театър“, „Театрална библиотека“ и „Естрада“. Издава книгите „Този свят е и мой“, „Незаконна любов“, „Аз израснах в старчески дом“, „Френска любов“, „Усмивки в живота ми тъжен“, „Може би някога някъде“, съавтор е на три литературни алманаха „Тракия“ на издателство „Хр. Г. Данов“ в Пловдив. Три пъти печели националните конкурси за любовна лирика „Ерато“ на вестник „Уикенд“, носител на сребърен медал за сценарий от международния кинофестивал в Бърно през 1973 г. и златен медал от Одеската киностудия в Украйна.
В негови пиеси са играли именити актьори като Славка Славова, Коста Цонев, Жоржета Чакърова, Меглена Караламбова, Вълчо Камарашев, Марин Янев, Илия Добрев. Носител е на златния плакет за цялостно литературно творчество от Окръжен съвет за изкуство и култура гр. Смолян. В енциклопедията „Кой кой е в България“ на издателска къща „Труд“ от 1997 г. неговото име е сред 5000 най-известни българи в страната и чужбина.